# Dendrochilum exile
Dendrochilum exile är en orkidéart som beskrevs av Oakes Ames. Dendrochilum exile ingår i släktet Dendrochilum och familjen orkidéer. Inga underarter finns listade i Catalogue of Life.